# Krona Škotske
Krona Škotske (škotsko Croun o Scotland, škotskogelsko Crùn na h-Alba) je osrednji del škotskih časti. To je krona, ki so jo uporabljali na kronanju škotskih monarhov in je najstarejša ohranjena krona na Britanskem otočju ter med najstarejšimi v Evropi.
Krona je morala biti izdelana med vladavino Roberta Brucea ali njegovega sina Davida II ., saj je bil David maziljen in kronan, tako kot vsi naslednji kralji Stuarti. Krona, ki je bila v sedanji obliki predelana za Jakoba V. leta 1540, je bila nazadnje uporabljena pri kronanju Karla II. leta 1651. Do leta 1707 je bila krona prisotna na začetku vsakega mandata škotskega parlamenta kot simbol kraljeve oblasti. Krona je prisotna na vsaki otvoritveni slovesnosti škotskega parlamenta od leta 1999.
Krona, izdelana iz masivnega zlata in srebra, tehta 1,6 kg in je okrašena s 69 škotskimi sladkovodnimi biseri in 43 dragulji. Stilizirane različice krone se pojavljajo na različici kraljevega grba Združenega kraljestva, ki se uporablja na Škotskem in na škotskem kraljevem grbu Karla III..
Krona Škotske je na ogled v kronski sobi na gradu Edinburgh.